# Championnat d'Allemagne féminin de football 1993-1994
Navigation
Édition précédente Édition suivante
La Frauen-Bundesliga 1993-1994 est la 21e édition du championnat d'Allemagne féminin de football.
Le premier niveau du championnat féminin oppose vingt clubs allemands répartis dans deux groupes de dix équipes, en une série de dix-huit rencontres jouées durant la saison de football. Les deux meilleures équipes de chaque groupe sont qualifiées pour les demi-finales de la compétition. La phase finale consiste en deux tours de confrontations directes aller-retour, à l’exception de la finale qui se joue sur un seul match.
Les deux dernières places de chaque groupe sont synonymes de relégation en Regionalliga.
Lors de l'exercice précédent, le SC Bad Neuenahr, le FC Rumeln-Kaldenhausen, le Schmalfelder SV (de) et le TuS Wörrstadt ont gagné le droit d'évoluer dans cette compétition après avoir obtenu leurs promotions lors des phases finales de Regionalliga.
À l'issue de la saison, le TSV Siegen décroche le cinquième titre de champion d'Allemagne de son histoire. Dans le bas du classement, le SSG Bergisch Gladbach, le KBC Duisburg, le SC Bad Neuenahr et le TSV Battenberg (de), sont relégués.

## Participants
Ces tableaux présentent les vingt équipes qualifiées pour disputer le championnat 1993-1994. On y trouve le nom des clubs, la date de création du club, l'année de la dernière montée au sein de l'élite, leur classement de la saison précédente, le nom des stades ainsi que la capacité de ces derniers.
Le championnat comprend deux groupes de dix équipes.
Légende des couleurs
- Champion de 1. Frauen-Bundesliga la saison précédente.
- Promu de Regionalliga.

| \| SSG Bergisch Gladbach Tennis Borussia Berlin KBC Duisburg I 0Grün-Weiß Brauweiler I Fortuna Sachsenross Hanovre (en) VfB Rheine FC Rumeln-Kaldenhausen Schmalfelder SV (de) TSV Siegen VfR Eintracht Wolfsburg \| Localisation des clubs engagés dans le groupe Nord du championnat. |
| SSG Bergisch Gladbach Tennis Borussia Berlin KBC Duisburg I 0Grün-Weiß Brauweiler I Fortuna Sachsenross Hanovre (en) VfB Rheine FC Rumeln-Kaldenhausen Schmalfelder SV (de) TSV Siegen VfR Eintracht Wolfsburg                                                                          |

| Nom du club             | Date de création | Dernière montée | Cls 1993     | Stade                            | Capacité | Nb T. |
| ----------------------- | ---------------- | --------------- | ------------ | -------------------------------- | -------- | ----- |
| TSV Siegen              | 1971             | 1990            | 1 (Gr. Nord) | Leimbachstadion                  | -        | 4     |
| Grün-Weiß Brauweiler    | 1974             | 1991            | 2 (Gr. Nord) | Stade inconnu                    | -        | /     |
| VfB Rheine              | 1986             | 1990            | 3 (Gr. Nord) | Jahnstadion                      | 4 009    | /     |
| FS Hanovre (en)         | 1988             | 1990            | 4 (Gr. Nord) | Stadion an der Hebbelstraße      | 3 000    | /     |
| KBC Duisburg            | 1970             | 1990            | 5 (Gr. Nord) | Stade inconnu                    | -        | 1     |
| Tennis Borussia Berlin  | 1969             | 1991            | 6 (Gr. Nord) | Mommsenstadion                   | 15 005   | /     |
| VfR Eintracht Wolfsburg | 1973             | 1990            | 7 (Gr. Nord) | VfL-Stadion am Elsterweg         | 17 600   | /     |
| SSG Bergisch Gladbach   | -                | 1990            | 8 (Gr. Nord) | Stadion An der Paffrather Straße | 1 800    | 9     |
| FC Rumeln-Kaldenhausen  | 1977             | 1993            | Reg.         | PCC-Stadion                      | 3 000    | /     |
| Schmalfelder SV (de)    | 1986             | 1993            | Reg.         | Sportplatz Schmalfeld            | -        | /     |

| \| TuS Ahrbach SC Bad Neuenahr TSV Battenberg (de) FSV Francfort SC Klinge Seckach (en) TuS Niederkirchen SG Praunheim 0VfR Sarrebruck VfL Sindelfingen TuS Wörrstadt \| Localisation des clubs engagés dans le groupe Sud du championnat. |
| TuS Ahrbach SC Bad Neuenahr TSV Battenberg (de) FSV Francfort SC Klinge Seckach (en) TuS Niederkirchen SG Praunheim 0VfR Sarrebruck VfL Sindelfingen TuS Wörrstadt                                                                         |

| Nom du club            | Date de création | Dernière montée | Cls 1993    | Stade                          | Capacité | Nb T. |
| ---------------------- | ---------------- | --------------- | ----------- | ------------------------------ | -------- | ----- |
| TuS Niederkirchen      | 1969             | 1990            | 1 (Gr. Sud) | Sportgelände Nachtweide        | -        | 1     |
| FSV Francfort          | 1970             | 1990            | 2 (Gr. Sud) | St. am Bornheimer Hang         | 12 500   | 1     |
| VfR Sarrebruck         | 1990             | 1990            | 3 (Gr. Sud) | Stadion Kieselhumes            | 6 000    | /     |
| SG Praunheim           | 1973             | 1990            | 4 (Gr. Sud) | Stadion am Brentanobad         | 5 200    | /     |
| VfL Sindelfingen       | 1971             | 1990            | 5 (Gr. Sud) | Floschenstadion                | 5 000    | /     |
| TuS Ahrbach            | 1989             | 1991            | 6 (Gr. Sud) | Sportanlage Ruppach-Goldhausen | -        | /     |
| SC Klinge Seckach (en) | 1981             | 1990            | 7 (Gr. Sud) | Sportstätte beim SV Muckental  | -        | /     |
| TSV Battenberg (de)    | 1985             | 1992            | 8 (Gr. Sud) | Stade inconnu                  | -        | /     |
| SC Bad Neuenahr        | 1907             | 1993            | Reg.        | Apollinarisstadion             | 4 580    | 1     |
| TuS Wörrstadt          | 1969             | 1993            | Reg.        | Stade inconnu                  | -        | 1     |

## Compétition

### Classement
Le classement est calculé avec l'ancien barème de points : une victoire vaut deux points, le match nul un et la défaite zéro.
Les critères utilisés pour départager en cas d'égalité au classement sont les suivants :
1. différence entre les buts marqués et les buts concédés sur la totalité des matchs joués dans le championnat ;
2. plus grand nombre de buts marqués sur la totalité des matchs joués dans le championnat.

| Rang | Équipe                           | Pts | J  | G  | N | P  | Bp | Bc | Diff |
| ---- | -------------------------------- | --- | -- | -- | - | -- | -- | -- | ---- |
| 1    | TSV Siegen C                     | 32  | 18 | 15 | 2 | 1  | 74 | 11 | +63  |
| 2    | Grün-Weiß Brauweiler             | 31  | 18 | 14 | 3 | 1  | 66 | 9  | +57  |
| 3    | Tennis Borussia Berlin           | 20  | 18 | 7  | 6 | 5  | 28 | 21 | +7   |
| 4    | VfB Rheine                       | 19  | 18 | 7  | 5 | 6  | 31 | 20 | +11  |
| 5    | Fortuna Sachsenross Hanovre (en) | 19  | 18 | 8  | 3 | 7  | 38 | 37 | +1   |
| 6    | VfR Eintracht Wolfsburg          | 18  | 18 | 7  | 4 | 7  | 36 | 40 | -4   |
| 7    | Schmalfelder SV (de) P           | 15  | 18 | 5  | 5 | 8  | 21 | 24 | -3   |
| 8    | FC Rumeln-Kaldenhausen P         | 13  | 18 | 4  | 5 | 9  | 24 | 43 | -19  |
| 9    | SSG Bergisch Gladbach            | 8   | 18 | 3  | 2 | 13 | 10 | 45 | -35  |
| 10   | KBC Duisburg                     | 5   | 18 | 2  | 1 | 15 | 8  | 86 | -78  |

| Légende : | Légende : |
| --------- | --- |
|           | Qualifié pour les Demi-finales. |
|           | Relégué en Regionalliga. |
|           | P Promu de Regionalliga. C Vainqueur de la DFB-Pokal Frauen 1993-1994. Pts points ; G victoires ; N matchs nuls ; P défaites Bp buts marqués ; Bc buts encaissés ; Diff différence de buts |

| Rang | Équipe                 | Pts | J  | G  | N | P  | Bp | Bc | Diff |
| ---- | ---------------------- | --- | -- | -- | - | -- | -- | -- | ---- |
| 1    | TuS Niederkirchen T S  | 30  | 18 | 14 | 2 | 2  | 71 | 24 | +47  |
| 2    | FSV Francfort          | 29  | 18 | 13 | 3 | 2  | 66 | 20 | +46  |
| 3    | SG Praunheim           | 28  | 18 | 13 | 2 | 3  | 55 | 13 | +42  |
| 4    | VfR Sarrebruck         | 24  | 18 | 10 | 4 | 4  | 52 | 28 | +24  |
| 5    | SC Klinge Seckach (en) | 18  | 18 | 7  | 4 | 7  | 28 | 32 | -4   |
| 6    | TuS Ahrbach            | 17  | 18 | 7  | 3 | 8  | 36 | 34 | +2   |
| 7    | VfL Sindelfingen       | 13  | 18 | 6  | 1 | 11 | 22 | 41 | -19  |
| 8    | TuS Wörrstadt P        | 8   | 18 | 3  | 2 | 13 | 15 | 61 | -46  |
| 9    | SC Bad Neuenahr P      | 7   | 18 | 2  | 3 | 13 | 23 | 51 | -28  |
| 10   | TSV Battenberg (de)    | 6   | 18 | 2  | 2 | 14 | 18 | 82 | -64  |

| Légende : | Légende : |
| --------- | --- |
|           | Qualifié pour les Demi-finales. |
|           | Relégué en Regionalliga. |
|           | T Tenant du titre. P Promu de Regionalliga. S Vainqueur de la DFB-Supercup Frauen Pts points ; G victoires ; N matchs nuls ; P défaites Bp buts marqués ; Bc buts encaissés ; Diff différence de buts |

### Résultats
Groupe Nord
| Résultats (▼dom., ►ext.)                                   | Ber | Bor | Dui  | Grü  | Han | Rhe | Rum | Schm | Sie | Wol |
| SSG Bergisch Gladbach                                      |     | 0-4 | 2-0  | 0-6  | 0-2 | 3-1 | 1-0 | 0-3  | 1-6 | 1-2 |
| Tennis Borussia Berlin                                     | 0-0 |     | 4-1  | 0-3  | 0-0 | 0-0 | 5-1 | 0-0  | 0-1 | 5-0 |
| KBC Duisburg                                               | 2-0 | 1-2 |      | 0-11 | 0-6 | 0-7 | 0-3 | 0-2  | 0-6 | 0-1 |
| Grün-Weiß Brauweiler                                       | 4-0 | 5-0 | 5-0  |      | 6-0 | 1-1 | 6-0 | 2-0  | 1-1 | 3-0 |
| Fortuna Sachsenross Hanovre (en)                           | 1-0 | 0-2 | 10-1 | 0-3  |     | 0-2 | 3-3 | 3-2  | 0-5 | 3-2 |
| VfB Rheine                                                 | 4-0 | 1-2 | 2-0  | 2-0  | 1-1 |     | 2-2 | 0-2  | 0-1 | 1-1 |
| FC Rumeln-Kaldenhausen                                     | 1-0 | 1-1 | 1-2  | 1-2  | 4-2 | 0-1 |     | 1-1  | 1-5 | 2-2 |
| Schmalfelder SV (de)                                       | 2-1 | 1-1 | 1-1  | 1-2  | 1-3 | 2-0 | 1-2 |      | 0-3 | 1-2 |
| TSV Siegen                                                 | 6-0 | 4-1 | 13-0 | 2-2  | 3-0 | 2-4 | 4-0 | 2-0  |     | 2-0 |
| VfR Eintracht Wolfsburg                                    | 1-1 | 2-1 | 10-0 | 1-4  | 2-4 | 3-2 | 5-1 | 1-1  | 1-8 |     |
| - Victoire à domicile - Match nul - Victoire à l'extérieur |     |     |      |      |     |     |     |      |     |     |

Groupe Sud
| Résultats (▼dom., ►ext.)                                   | Ahr | Bad | Bat | Fra | Kli | Nie  | Pra | Sar | Sin | Wör |
| TuS Ahrbach                                                |     | 1-0 | 5-0 | 1-1 | 3-1 | 2-6  | 1-1 | 1-1 | 1-2 | 4-1 |
| SC Bad Neuenahr                                            | 1-2 |     | 4-0 | 1-5 | 1-3 | 0-2  | 0-5 | 0-2 | 1-5 | 6-2 |
| TSV Battenberg (de)                                        | 2-1 | 3-2 |     | 2-9 | 1-6 | 2-12 | 0-7 | 2-2 | 1-3 | 0-3 |
| FSV Francfort                                              | 3-0 | 2-2 | 3-1 |     | 3-0 | 3-0  | 4-0 | 2-0 | 5-1 | 7-0 |
| SC Klinge Seckach (en)                                     | 1-0 | 5-2 | 1-1 | 2-7 |     | 2-2  | 0-4 | 1-1 | 1-0 | 4-1 |
| TuS Niederkirchen                                          | 3-2 | 2-0 | 9-0 | 5-4 | 1-0 |      | 0-3 | 3-3 | 5-1 | 9-0 |
| SG Praunheim                                               | 4-1 | 6-0 | 8-0 | 1-1 | 2-0 | 0-1  |     | 3-1 | 3-1 | 4-0 |
| VfR Sarrebruck                                             | 3-2 | 4-1 | 6-3 | 4-1 | 3-0 | 1-4  | 1-2 |     | 3-1 | 7-1 |
| VfL Sindelfingen                                           | 1-5 | 1-1 | 2-0 | 0-3 | 0-1 | 0-3  | 2-1 | 0-5 |     | 2-1 |
| TuS Wörrstadt                                              | 3-4 | 1-1 | 1-0 | 0-3 | 0-0 | 1-4  | 0-1 | 1-5 | 1-0 |     |
| - Victoire à domicile - Match nul - Victoire à l'extérieur |     |     |     |     |     |      |     |     |     |     |

### Phase finale
|  |              |                   |                      |                      |   |   |  |  |  |  |  |  |                                          |  |  |  |
|  |              |                   |                      |                      |   |   |  |  |  |  |  |  |                                          |  |  |  |
|  |              |                   |                      |                      |   |   |  |  |  |  |  |  | Sportanlage am Freibad Stommeln, Pulheim |  |  |  |
|  |              |                   |                      |                      |   |   |  |  |  |  |  |  |                                          |  |  |  |
|  |              |                   |                      |                      |   |   |  |  |  |  |  |  |                                          |  |  |  |
|  |              |                   |                      |                      |   |   |  |  |  |  |  |  |                                          |  |  |  |
|  |              |                   |                      |                      |   |   |  |  |  |  |  |  |                                          |  |  |  |
|  | 1er Gr. Nord | TSV Siegen        | 3                    | 1                    |   |   |  |  |  |  |  |  |                                          |  |  |  |
|  | 1er Gr. Nord | TSV Siegen        | 3                    | 1                    |   |   |  |  |  |  |  |  |                                          |  |  |  |
|  |              |                   | 2e Gr. Sud           | FSV Francfort        | 0 | 1 |  |  |  |  |  |  |                                          |  |  |  |
|  |              |                   |                      |                      | 0 | 1 |  |  |  |  |  |  |                                          |  |  |  |
|  |              |                   |                      |                      |   |   |  |  |  |  |  |  |                                          |  |  |  |
|  |              |                   |                      |                      |   |   |  |  |  |  |  |  |                                          |  |  |  |
|  | TSV Siegen   | TSV Siegen        | 1                    | 1                    |   |   |  |  |  |  |  |  |                                          |  |  |  |
|  | TSV Siegen   | TSV Siegen        | 1                    | 1                    |   |   |  |  |  |  |  |  |                                          |  |  |  |
|  |              |                   | Grün-Weiß Brauweiler | Grün-Weiß Brauweiler | 0 | 0 |  |  |  |  |  |  |                                          |  |  |  |
|  |              |                   |                      |                      | 0 | 0 |  |  |  |  |  |  |                                          |  |  |  |
|  |              |                   |                      |                      |   |   |  |  |  |  |  |  |                                          |  |  |  |
|  |              |                   |                      |                      |   |   |  |  |  |  |  |  |                                          |  |  |  |
|  | 1er Gr. Sud  | TuS Niederkirchen | 1                    | 0                    |   |   |  |  |  |  |  |  |                                          |  |  |  |
|  | 1er Gr. Sud  | TuS Niederkirchen | 1                    | 0                    |   |   |  |  |  |  |  |  |                                          |  |  |  |
|  |              |                   | 2e Gr. Nord          | Grün-Weiß Brauweiler | 5 | 4 |  |  |  |  |  |  |                                          |  |  |  |
|  |              |                   |                      |                      | 5 | 4 |  |  |  |  |  |  |                                          |  |  |  |
|  |              |                   |                      |                      |   |   |  |  |  |  |  |  |                                          |  |  |  |
|  |              |                   |                      |                      |   |   |  |  |  |  |  |  |                                          |  |  |  |
|  |              |                   |                      |                      |   |   |  |  |  |  |  |  |                                          |  |  |  |
|  |              |                   |                      |                      |   |   |  |  |  |  |  |  |                                          |  |  |  |

## Bilan de la saison
| Championnat d'Allemagne féminin de football 1993-1994 |                        |
| Champion                                              | TSV Siegen (5e titre)  |
| Dauphin                                               | Grün-Weiß Brauweiler   |
| Coupes et trophées                                    |                        |
| Vainqueur DFB-Pokal Frauen 1993-1994                  | TSV Siegen             |
| Vainqueur DFB-Supercup Frauen                         | TuS Niederkirchen      |
| Promotions et relégations                             |                        |
| Promus en Frauen-Bundesliga                           | FSV Schwarzbach (de)   |
| Promus en Frauen-Bundesliga                           | FFC Turbine Potsdam    |
| Promus en Frauen-Bundesliga                           | FFC Wacker Munich (de) |
| Promus en Frauen-Bundesliga                           | SG Wattenscheid        |
| Relégués en Regionalliga                              | SSG Bergisch Gladbach  |
| Relégués en Regionalliga                              | KBC Duisburg           |
| Relégués en Regionalliga                              | SC Bad Neuenahr        |
| Relégués en Regionalliga                              | TSV Battenberg (de)    |